# Coua bleu
Coua caerulea
Espèce
Statut de conservation UICN

 LC  : Préoccupation mineure
Le Coua bleu (Coua caerulea) est une espèce d'oiseau, endémique de Madagascar, appartenant à la famille des Cuculidae.

## Description
Cet oiseau mesure environ 50 cm. Sa tête est bleu foncé. La zone périophtalmique s'étend en arrière des yeux brun foncé et présente une coloration variable : bleu outremer, bleu ciel ou turquoise nacré. Le bec, les tarses et les doigts sont noirs. Les parties supérieures et inférieures du corps sont bleu foncé, tout comme les ailes qui présentent des reflets métalliques violets sur les rémiges, couleur et reflets qui se retrouvent au niveau de la queue.